# Курко Василь Миколайович
Василь Миколайович Курко (нар. 25 квітня 1995, Іллічівськ, Одеська область, Україна) — український футболіст, півзахисник клубу «Оболонь» (Київ).

## Клубна кар'єра
Василь Курко народився в Іллічівську. Розпочав займатися футболом спочатку в місцевому футбольному клубі «Бастіон», пізніше продовжив навчання у ФШМ донецького «Металурга». З 2012 року Василь Курко став гравцем клубу Прем'єр-ліги «Чорноморець», проте протягом трьох років грав виключно за її дублюючий склад. У 2015 році став гравцем іншої команди найвищого українського дивізіону — харківського «Металіста», проте у складі команди зіграв лише 1 матч за дублюючий склад. З початку 2016 року Курко став гравцем аматорського клубу «Жемчужина» з Одеси. З початку сезону 2016—2017 одеська команда розпочала виступати у Другій лізі, а за підсумками сезону стає переможцем турніру Другої ліги, здобувши місце у Першій лізі. Василь Курко став основним футболістом команди, зігравши в Другій лізі протягом сезону 31 матч. У чемпіонаті 2017—2018 років у Першій лізі футболіст також утримував місце в основі одеської команди, зігравши у першій половині сезону 15 матчів.
У січні 2018 року Василь Курко став футболістом іншого клубу першої ліги — луцької «Волині». Дебютував за нову команду футболіст 24 березня 2018 року в переможному домашньому матчі з охтирським «Нафтовиком-Укрнафта».
У сезоні 2018—2019 зіграв 27 матчів. За підсумками сезону «Волинь» зайняла третє місце та виборола право грати плей-оф за місце в УПЛ, але поступилися «Карпатам». У сезоні 2020/21 захищав кольори першолігового «Прикарпаття» (16 матчів — 2 гола). Останнім клубом гравця перед достроковим завершенням чемпіонату у зв'язку із війною був друголіговий «Лівий берег» (19 матчів — 2 гола).
30 червня 2022 року підписав контракт із рівненським «Вересом». Дебютував за рівнян в рамках Прем'єр-ліги 27 серпня того ж року у виїзній грі проти полтавської «Ворскли» (2:1), замінивши в кінці матчу Валерія Кучерова. За два роки провів за рівненську команду 53 матчі в рамках УПЛ, забитими м'ячами не відзначився.
28 червня 2024 року підписав дорічний контракт із київською «Оболонню».
| Сезон                 | Команда               | Турнір                | М  | Г |
| --------------------- | --------------------- | --------------------- | -- | - |
| 2016-17               | «Жемчужина»           | Друга ліга            | 31 | 4 |
| 2017-18               | «Жемчужина»           | Перша ліга            | 15 | 0 |
| Усього за «Жемчужину» | Усього за «Жемчужину» | Усього за «Жемчужину» | 46 | 4 |
| 2017-18               | «Волинь»              | Перша ліга            | 12 | 0 |
| 2018-19               | «Волинь»              | Перша ліга            | 27 | 1 |
| 2019-20               | «Волинь»              | Перша ліга            | 21 | 2 |
| Усього за «Волинь»    | Усього за «Волинь»    | Усього за «Волинь»    | 60 | 3 |
| 2020-21               | «Прикарпаття»         | Перша ліга            | 16 | 2 |
| 2021-22               | «Лівий берег»         | Друга ліга            | 19 | 2 |
| 2022-23               | «Верес»               | Прем'єр-ліга          | 27 | 0 |
| 2023-24               | «Верес»               | Прем'єр-ліга          | 26 | 0 |
| Усього за «Верес»     | Усього за «Верес»     | Усього за «Верес»     | 53 | 0 |

## Виступи за збірні
У серпні 2017 року Василь Курко увійшов до складу студентської збірної України для участі у Літній Універсіаді—2017 в Тайбеї. На Універсіаді українська збірна зайняла 7-ме місце з 16 учасників.

## Досягнення
- Переможець Другої ліги України з футболу.
- Третє місце чемпіонату України з футболу в Першій лізі 2018—2019